# Avnevi
Avnevi (Georgisch: ავნევი; Ossetisch:Аунеу; Russisch: Авнев) is een Georgisch dorp in het zuidwesten van de afscheidingsregio Zuid-Ossetië. Als gevolg van de Russisch-Georgische Oorlog van 2008 werden bijna alle huizen in het dorp geheel of gedeeltelijk vernietigd door Zuid-Osseetse milities en verloor Georgië het gezag over het dorp. Volgens de Zuid-Osseetse volkstelling van 2015 woonden er zes personen.

## Ligging
Avnevi is de facto bestuurlijk ingedeeld bij het Zuid-Osseetse district Znaur en ligt acht kilometer ten oosten van Kornisi (Znaur), het Zuid-Osseetse districtscentrum. Voor de Georgische autoriteiten is Avnevi het bestuurlijk centrum van de gemeente Tigva, dat onderdeel is van de Georgische 'Provisionele Territoriale Eenheid Zuid-Ossetië'.
Avnevi is gesitueerd op 820 meter boven zeeniveau aan de Oost-Pronerivier, een linkerzijrivier van de Mtkvari. Het ligt aan de voet van het Lichigebergte, waar dit overgaat in de Sjida Kartlivlakte.

## Geschiedenis
Avnevi lag vrij centraal in het voormalige Georgische koninkrijk Kartlië en was dan ook al eeuwen bewoond. Tijdens de vorming van de Zuid-Ossetische Autonome Oblast in 1921-1922 en het bepalen van de administratieve grens van de beoogde autonome regio protesteerden tientallen Georgische dorpen waaronder Avnevi tegen de voorgenomen inclusie in Zuid-Ossetië. Dorpelingen schreven "het is beter om te sterven, om ons vanaf hier volledig te hervestigen dan ons te laten onderwerpen aan Ossetië".
Dit mocht niet baten: de meeste dorpen belandden toch in de autonome regio, inclusief Avnevi. Gedurende de Sovjet-periode was Avnevi een centrum voor de omliggende (Osseetse) dorpen, en was er in brede zin sprake van interetnische relaties. Leonid Tibilov, de president van Zuid-Ossetië tussen 2012 en 2017, groeide op in het nabijgelegen Zemo Dvani en ging in de jaren 1960 in Avnevi naar de middelbare school.

### Bestuurlijke herindeling
Na het intrekken van de Zuid-Ossetische autonomie in 1990 door de Georgische Sovjetautoriteiten werd in april 1991 het district Znaur, waar Avnevi onder viel, opgeheven en aan het district Kareli toegevoegd. In 2006 werd Avnevi het bestuurlijk centrum van de nieuwe gemeente Tigva, die opgericht was ten behoeve van het bestuur van de dorpen in dit deel van Zuid-Ossetië die na de burgeroorlog in 1991-1992 nog onder Georgisch gezag stonden. Tigva viel onder een overkoepelend door Tbilisi erkend interim gezag over Zuid-Ossetië, de Zuid-Ossetische Administratie.

### Oorlog 2008

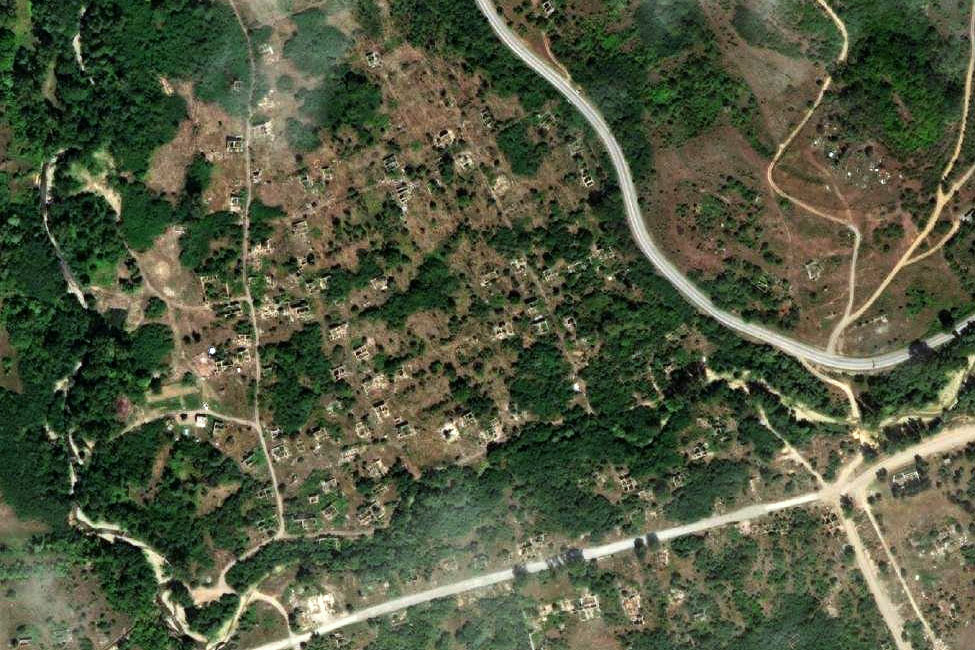
Avnevi werd in 2008 systematisch vernield

In de periode voorafgaand aan de oorlog in 2008 was Avnevi tezamen met een aantal andere dorpen zoals het nabijgelegen Noeli en Tamarasjeni bij Tschinvali verschillende keren keren doelwit van zware Osseetse beschietingen waarbij in totaal tientallen gewonden vielen en enkele Georgische vredestroepen de dood vonden. De Zuid-Osseetse zijde beweerde dat vanuit deze Georgische dorpen op nabijgelegen Osseetse dorpen werd geschoten.
De aanhoudende beschietingen op 7 augustus 2008 op Avnevi, Noeli, Dvani, Prisi en Eredvi na de Georgische oproep tot staakt-het-vuren waren de uiteindelijke aanleiding tot het Georgische offensief dat als start van de oorlog wordt gezien. Als gevolg van de oorlog verloor Georgië het gezag over Avnevi. Internationale onderzoekers constateerden vlak na de oorlog systematische vernietiging van onder andere Avnevi door Zuid-Osseetse milities.
Ook aanklagers van het Internationaal Strafhof documenteerden stelselmatige vernietiging van huizen in Avnevi "met als doel de etnische Georgiërs met geweld van het grondgebied van Zuid-Ossetië te verdrijven". Een lokale reportage van Ekho Kavkaza in 2013 maakte duidelijk dat nog drie huizen gebruikt worden, waarvan een door oorspronkelijke achterblijvers.

## Demografie
Volgens de volkstelling van 2015 door Zuid-Ossetië gehouden had Avnevi nog 6 inwoners. De etnische achtergrond is niet bekend: Zuid-Ossetië publiceert deze gegevens niet op dorpsniveau. Historisch was Avnevi een Georgisch bevolkt dorp, en bleef dat gedurende de Sovjetperiode en het daarop volgende Georgisch-Ossetisch conflict. De oorlog in 2008 betekende het feitelijk einde van het dorp.
| Bevolking van Avnevi                                                                                          | Bevolking van Avnevi | Bevolking van Avnevi | Bevolking van Avnevi | Bevolking van Avnevi | Bevolking van Avnevi | Bevolking van Avnevi | Bevolking van Avnevi | Bevolking van Avnevi | Bevolking van Avnevi |
| Jaar | 1886                 | 1923                 | 1939                 | 1970                 | 1979                 | 1989                 | 2002                 | 2015                 |                      |
| --- | -------------------- | -------------------- | -------------------- | -------------------- | -------------------- | -------------------- | -------------------- | -------------------- | -------------------- |
| Aantal | 414                  | 558                  | 785                  | 957                  | 1.245                | 1.146                | 1.022                | 6                    |                      |
| |                      |                      |                      |                      |                      |                      |                      |                      |                      |
| Georgiërs | 100 %                | 99 %                 | -                    | n.b.                 | n.b.                 | 77 %                 | 88 %                 | -                    |                      |
| Osseten | 0 %                  | 1 %                  | -                    | n.b.                 | n.b.                 | 21 %                 | 12 %                 | -                    |                      |
| Verantwoording data: 1886, 1923, 1939-1989, volkstelling 2002, etnisch 2002, Zuid-Osseetse volkstelling 2015. |                      |                      |                      |                      |                      |                      |                      |                      |                      |

## Vervoer
Door het dorp komt nominaal de Georgische nationale route Sh23, die vanaf Agara via de heuvels van het Lichigebergte naar Zuid-Ossetië en haar hoofdstad Tschinvali gaat. De weg kent bij de grens in beide richtingen geen doorgang. In het zuidwesten van Zuid-Ossetië, dat geen eigen wegennummers hanteert, is dit een weg die de belangrijkste dorpen van het district Znaur met elkaar en met Tschinvali verbindt.
In 2007 legden de Georgiërs de nationale route Sh196 aan tussen Avnevi en Zemo Nikozi, dat een bypass moest vormen om het Ossetisch gecontroleerde Tschinvali heen en zo de Georgisch gecontroleerde dorpen direct met elkaar te verbinden. Dit leidde tot spanningen en boze Osseetse reacties, waarbij Russische vredestroepen intervenieerden om de aanleg stil te leggen. Zij werden door honderden dorpelingen verjaagd. Russische autoriteiten lieten de bouw van een dergelijke Osseetse bypass weg om Avnevi heen tussen de dorpen Moegoet en Chetagoerovi niet toe, tot Osseetse onvrede.